# 細井順子

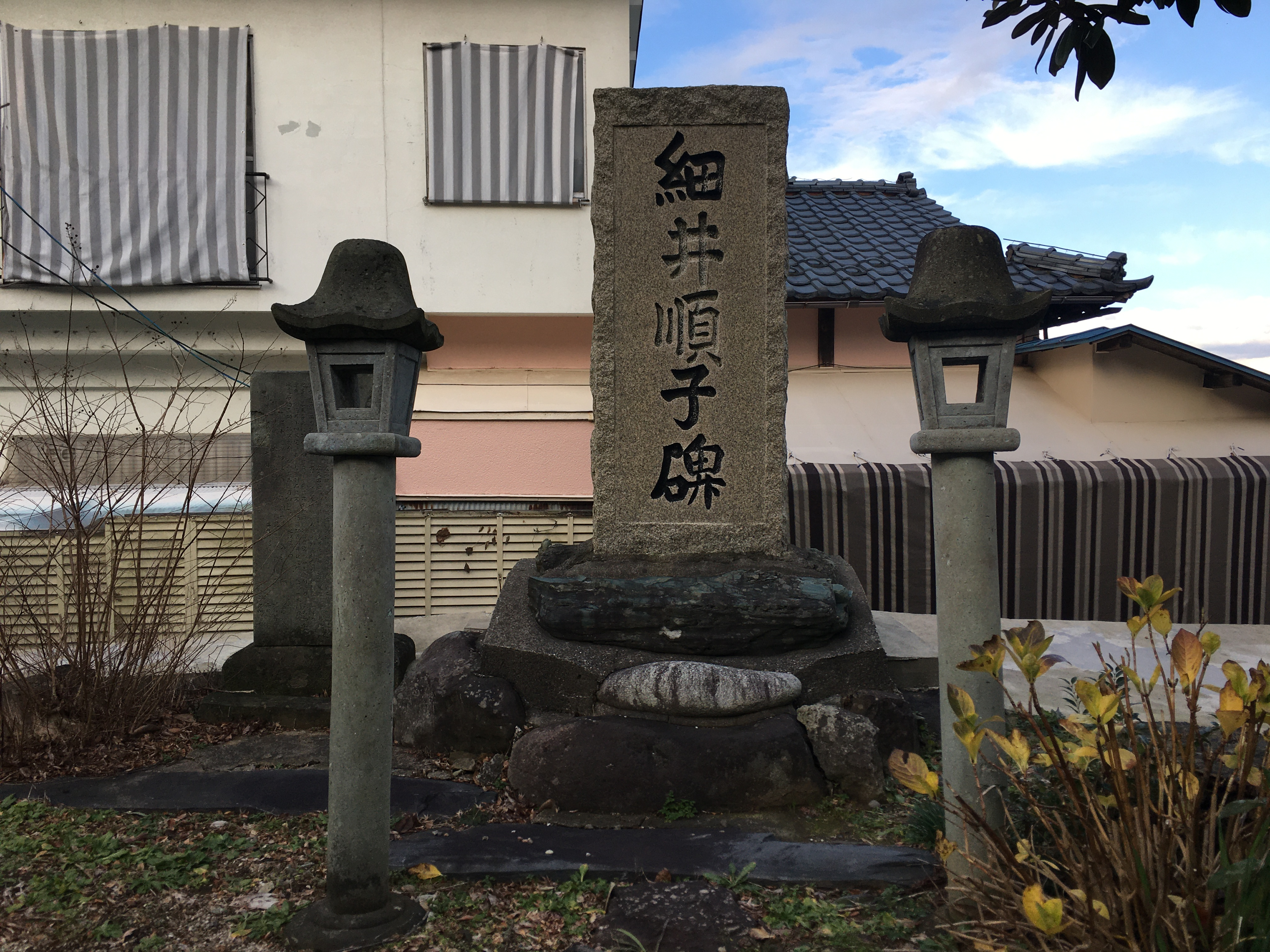
細井順子碑

細井 順子（ほそい じゅんこ、天保13年7月3日（1842年8月8日） - 大正7年（1918年）9月26日）は　福井県の絹織物の先駆者。明治9年（1876年）、官費による伝修生として京都にバッタン機による製織の技術を学びに行き、福井県の絹織物羽二重織の品質向上と普及に努めた。

## 経歴

### バッタン機織の習得
足羽郡下六条村の百姓、竹下久次郎の長女として生まれ、福井市呉服町の雑貨店、細井万次郎に嫁ぐ。34歳の頃、器用さと聡明さを見込まれ、敦賀県（現福井県）の官費伝修生として京都府織工場に研修に行く。敦賀県の廃止に伴い、1年未満で帰国を余儀なくされる。

### 製織法の普及
明治10年（1877年）、事業家の酒井功が福井市毛矢町に福井織工会社を設立した際、細井は織工講師として迎えられ、習得したバッタン機の操作方法の教育を始める。
教育の結果、職工の腕と品質が向上し、明治14年（1881年）に開かれた第二回内国勧業博覧会において、同社が出品した越前傘地と越前ハンカチーフが優秀賞を獲得する。

## 石碑
- 愛宕坂に細井順子碑が建立されている